# 加雅克
加雅克（法語：Gajac，法語發音：[ɡaʒak]）是法国吉伦特省的一个市镇，属于朗贡区。

## 地理
加雅克（44°26'15"N, 0°7'30"W）面积12.28 平方千米，位于法国新阿基坦大区吉倫特省，该省份为法国西南部沿海省份，是法國本土面积最大的省，北起滨海夏朗德省，西临大西洋，南至朗德省，东南接洛特-加龍省，东临多爾多涅省。
与加雅克接壤的市镇（或旧市镇、城区）包括：冈镇、圣科姆、巴扎斯、比拉克、桑代茨。

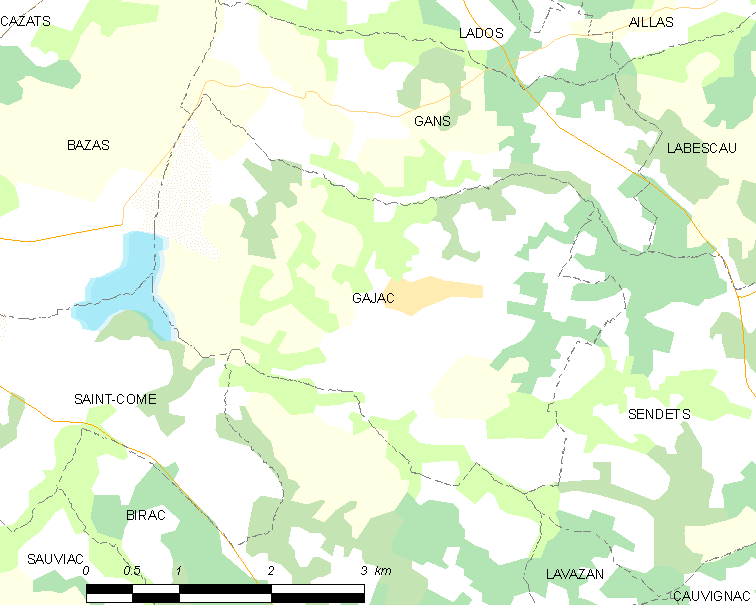
加雅克的OSM定位图

加雅克的时区为UTC+01:00、UTC+02:00（夏令时）。

## 行政
加雅克的邮政编码为33430，INSEE市镇编码为33178。

## 政治
加雅克所属的省级选区为南吉伦特县。

## 人口

1962-2008年间加雅克人口变化图示

加雅克于2022年1月1日时的人口数量为370人。